# هنری گیلروی
هنری گیلروی (انگلیسی: Henry Gilroy؛ زادهٔ ۱ ژانویهٔ ۱۹۵۳) فیلم‌نامه‌نویس اهل ایالات متحده آمریکا است.